# Mark Gonzales
Mark Gonzales (1 de junho de 1968) é um skatista e artista norte-americano. Também chamado de "Gonz" e "The Gonz", é conhecido como o pioneiro da modalidade street skateboarding e foi considerado o skatista mais influente de todos os tempos pela revista Transworld Skateboarding em dezembro de 2011.[carece de fontes?]